# Весёлый (Иркутская область)
Весёлый — посёлок в Чунском районе Иркутской области России. Административный центр Весёловского муниципального образования.

## География
Посёлок находится на расстоянии примерно 18 км к югу от рабочего посёлка Чунский, административного центра района.

## Население
| 2002 | 2010  | 2011  | 2012  |
| ---- | ----- | ----- | ----- |
| 1669 | ↘1438 | ↘1430 | ↘1403 |

## Улицы
| - ул. 40 лет Победы, - ул. Заправочная, - ул. Каменная, - ул. Ключевая, - ул. Ленина, - пер. Ленина, - ул. Лесная, | - ул. Майская, - ул. Матросова, - ул. Партизанская, - ул. Мира, - ул. Молодёжная, - ул. Нагорная, - пер. Нагорный, | - ул. Набережная, - ул. Новая, - ул. Солнечная, - ул. Учительская, - ул. Чехова, - пер. Чехова, - ул. Чунская. |